# Cabera subspersa
Cabera subspersa är en fjärilsart som beskrevs av Swinhoe. Cabera subspersa ingår i släktet Cabera och familjen mätare. Inga underarter finns listade i Catalogue of Life.